# Texaco Oklahoma
Die Texaco Oklahoma war ein US-amerikanischer Tanker, der im März 1971 im Nordatlantik zerbrach und sank.

## Beschreibung
Das Schiff wurde unter der Baunummer 4560 auf der Werft Bethlehem Steel Corp. in Sparrows Point im US-Bundesstaat Maryland für die Petrol Shipping Corporation in New York City gebaut. Das Schiff war eins von mehreren zwischen 1956 und 1959 gebauten Tankschiffen. Es wurde am 19. Februar 1958 abgeliefert und als Atlantis in Dienst gestellt.
Das Schiff wurde von einer Dampfturbine mit 15.000 PS Leistung angetrieben, die über ein Getriebe auf einen Propeller wirkte. Der für den Betrieb nötige Dampf wurde in zwei Dampfkesseln erzeugt.
Die Decksaufbauten verteilten sich auf einen Bereich nach etwa einem Drittel der Schiffslänge sowie einen Bereich im Heckbereich des Schiffes. In den vorderen Decksaufbauten befanden sich die Kommandobrücke, der Funkraum sowie die Unterkünfte der Decksoffiziere, in den hinteren Decksaufbauten u. a. die Unterkünfte der übrigen Besatzungsmitglieder. Im hinteren Bereich des Schiffes befand sich auch der Maschinenraum.
Die Ladungstanks befanden sich in zehn Laderäumen, die sich auf die Bereiche vor dem Brückenhaus und zwischen den Decksaufbauten verteilten. In jedem Raum befanden sich drei Ladungstanks, so dass insgesamt 30 Tanks zur Verfügung standen. Im Bereich der Ladungstanks hinter dem Brückenhaus waren zwei Ladebäume für die Schlauchübernahme installiert.
Im Oktober 1960 wurde das Schiff auf Basis einer Bareboat-Charter für 18 Jahre an das in Port Arthur in Texas ansässige Unternehmen Texaco verchartert. Neuer Name des Schiffes wurde Texaco Oklahoma. Im April 1964 wurde es unter Beibehaltung des Chartervertrages an die Wilton Shipping Corporation verkauft.

## Havarie und Untergang
| \| Ort der Havarie \| |
| Ort der Havarie       |

Im März 1971 befand sich das Schiff mit einer Ladung von 220.000 Barrel (rund 35.000 m³) Schweröl auf der Fahrt von Port Arthur in Texas nach Boston in Massachusetts.
Das Schiff hatte Port Arthur am 22. März verlassen. An Bord befanden sich 44 Seeleute. Während der Fahrt im Atlantik verschlechterte sich das Wetter und am 26. März befand sich das Schiff in schwerer See. Gegen 03:30 Uhr am 27. März zerbrach der Rumpf des Schiffes im Bereich des Laderaums 5 hinter dem Brückendeck, als das Schiff sich rund 120 Seemeilen nordöstlich von Kap Hatteras in North Carolina befand. Der vordere Teil des Schiffes kollidierte danach mit dem hinteren Teil und zerstörte dabei das Rettungsboot auf der Steuerbordseite. Beide Teile des Schiffes blieben zunächst schwimmfähig. Der vordere Teil des Schiffes wurde zuletzt in den Mittagsstunden des 27. März 1971 von später geretteten Besatzungsmitgliedern auf dem hinteren Teil des Schiffes gesichtet.
In der Nacht zum 28. März begann der hintere Teil des Schiffes zu sinken. Die Besatzung verließ daraufhin in den frühen Morgenstunden das Schiff. Da das Rettungsboot auf der Steuerbordseite von überkommender See weggerissen worden war, standen nur noch eine Rettungsinsel und aus leeren Fässern zusammengebaute Flöße zur Verfügung. Durch das aus den zerstörten Tanks ausgetretene Öl waren die Rettungsmittel rutschig, so dass die Seeleute sich nur schwer darauf festhalten konnten. Schließlich brach die Fangleine und Rettungsinsel und Flöße vertrieben, bevor alle Besatzungsmitglieder das sinkende Schiff verlassen konnten. Kurz darauf riss einer der Ladungstanks auf und der Inhalt ergoss sich in die See. Dabei wurden die Seeleute auf der Rettungsinsel und den Flößen ins Meer gespült. Elf Seeleute schafften es zurück in die Rettungsinsel, andere hielten sich an treibenden Gegenständen fest oder trieben ab. Der hintere Teil des Schiffes sank schließlich gegen 06:00 Uhr morgens.
Die Überlebenden in der Rettungsinsel wurden am 28. März gegen 17:00 Uhr zufällig von dem vorbeikommenden Tanker Sasstown entdeckt und gerettet. Aufgrund der Meldung des Schiffes an die Küstenwache wurde eine Suchaktion nach weiteren Überlebenden eingeleitet, an der sich Schiffe und Flugzeuge der Küstenwache und der Streitkräfte sowie sechs Texaco-Tanker beteiligten. Im Verlauf des 29. März wurden zwei weitere, im Wasser treibende Überlebende vom Tanker Texaco Nebrasca gerettet. Insgesamt überlebten das Unglück 13 Seeleute, 31 fanden den Tod, davon 13, die sich auf dem vorderen Teil des Schiffes und 18, die sich auf dem hinteren Teil des Schiffes befanden.

## Untersuchung und Folgen
Das aus mehreren geborstenen Tanks ausgetretene Schweröl bildete einen Ölfilm auf der Meeresoberfläche. Dieser trieb mit Wind und Strömung von der Küste weg.
Als Ursache für die Havarie der Texaco Oklahoma wurde das strukturelle Versagen des Schiffsrumpfes infolge des Seegangs angenommen. Bei Untersuchungen des Schiffsrumpfes und der Ladungstanks in den Monaten und Jahren vor dem Unglück waren keine Unregelmäßigkeiten aufgetreten. Ob Reparaturen am Schiffsrumpf, die in früheren Jahren nach dem Aufgrundlaufen und Kollisionen des Schiffes durchgeführt wurden, zu dem Unglück beigetragen hatten, konnte nicht geklärt werden.
Texaco ließ nach dem Unglück zahlreiche Schiffe ihrer Tankerflotte in Werften auf Schwachstellen überprüfen. Dabei und bei Untersuchungen der zuständigen Behörden, die andere Schiffe der Baureihe, zu der auch die Texaco Oklahoma gehörte, nach dem Unglück untersuchten, wurden keine besonderen Schwachstellen entdeckt.
Als Reaktion auf das Unglück wurden zahlreiche Schiffe, die noch aus der Zeit des Zweiten Weltkrieges stammten, außer Dienst gestellt. Außerdem wurden verschiedene Regularien die Sicherheit auf See betreffend überarbeitet und angepasst.
1973 wurde in Port Arthur eine Sonnenuhr errichtet, die den 31 Besatzungsmitgliedern, die bei dem Unglück ums Leben kamen, sowie allen anderen auf See gebliebenen Seeleuten gewidmet ist.

## Sonstiges
Albert E. Merrikin (1909–1971) war der Funkoffizier an Bord des Schiffes. Er ging mit dem vorderen Teil des Schiffes unter. Merrikin war als Maler maritimer Motive bekannt und hatte über viele Jahre mit Zeichnungen zur Illustration des Magazins „The Range Light“ der Texaco Co. beigetragen. Ihm wurde 1990 posthum die „Marconi Memorial Scroll of Honor“ der Veteran Wireless Operators Association verliehen. Außerdem gedenkt die Veteran Wireless Operators Association ihm und anderen auf See gebliebenen Funkern mit dem „The Wireless Operators Monument“ im The Battery in New York City.